# 勝浦市立清海小学校
勝浦市立清海小学校（かつうらしりつ せいかいしょうがっこう）は、千葉県勝浦市鵜原にあった公立小学校。

## 通学地区
鵜原、守谷地区全域

## 歴史
- 1873年（明治6年）7月15日 - 学制により第6大区1小区に第222番中学区第3等小学校守谷校を守谷117番地（大巌寺）に設立、守谷・鵜原の児童を収容する。
- 1874年（明治7年）5月1日 - 道路事情等で通学困難のため、支校を鵜原真光寺内におく。
- 1883年（明治16年）
  - 1月23日 - 小学校令改正により、守谷本校舎に初等中等科をおき、鵜原支校に初等科を設置する。
  - 2月1日 - 守谷本校を守谷763番地に移転。鵜原支校新築。児童増加により校舎拡張。
- 1887年（明治20年）4月1日 - 小学校令により公立守谷尋常小学校と改称する。
- 1889年（明治22年）
  - 4月1日 - 市町村制の実施に伴い従前の学区を変更する。
  - 6月1日 - 清海村立鵜原簡易科小学校は鵜原を学区とする。清海村立鵜原尋常小学校は守谷・興津を学区とする。
  - 8月1日 - 守谷本校舎倒壊のため、本校児童を鵜原支校へ収容する。
- 1890年（明治23年）4月1日 - 守谷学区児童通学困難の理由を以て守谷分校を設置する。
- 1892年（明治25年）11月1日 - 新小学校令により鵜原尋常小学校と改称する。
- 1896年（明治29年）9月1日 - 守谷分校を守谷尋常小学校と改称する。
- 1907年（明治40年）4月1日 - 鵜原、守谷尋常小学校を廃し、清海東尋常小学校を設置し両学区の児童を収容する。（校地830坪、木造平屋瓦葺、4教室）
- 1922年（大正10年）1月10日 - 町制施行により、興津東尋常小学校と改称する。
- 1941年（昭和16年）4月1日 - 国民学校令施行により興津東国民学校と改称する。
- 1947年（昭和22年）5月1日 - 学制改革のより、興津町立東小学校と改称する。
- 1949年（昭和24年）5月17日 - 児童の激増により教室が不足し、武蔵校寮を借用して仮校舎としていたが、増築工事が完了。
- 1951年（昭和26年）12月27日 - 新校舎竣工。
- 1955年（昭和30年）2月11日 - 町村合併により、勝浦町立興津東小学校と改称する。
- 1956年（昭和31年）10月1日 - 校舎拡張工事開始（竣工1957年5月31日）。
- 1958年（昭和33年）10月1日 - 市制施行のため、勝浦市立清海小学校と改称する。
- 1960年（昭和35年）
  - 1月11日 - 校歌発表。
  - 9月12日 - 第二校舎竣工。
- 1975年（昭和50年）7月14日 - 鵜原地下歩道トンネル開通（着工1974年12月）。
- 1977年（昭和52年）3月25日 - 校舎増築竣工（1教室・保健室）。
- 1984年（昭和59年）2月29日 - 新校舎完成。
- 1985年（昭和60年）12月3日 - 勝浦市教育委員会指定公開研究会（特別活動展開）。
- 1986年（昭和61年）4月1日 - 千葉県教育委員会指定（昭和61・62年度「興津中学校区生徒指導推進地域」）。
- 1990年（平成2年）6月5日 - 屋内運動場完成。
- 1997年（平成9年）1月22日 - 治山（崖）工事完了〔1期〕。
- 1998年（平成10年）3月10日 - 治山（崖）工事完了〔2期〕。
- 2003年（平成15年）7月21日 - 国土交通大臣表彰「海をきれいにする奉仕活動」。
- 2007年（平成19年）11月8日 - 創立百周年記念式典開催。
- 2009年（平成21年）4月1日 - 文部科学省研究指定（平成21年度「外国語活動における教材の効果的な活用及び評価の在り方等に関する実践研究事業」）。
- 2010年（平成22年）4月1日 - 千葉県教育委員会研究指定（平成22年度外国語活動研究事業）。
- 2012年（平成24年）5月30日 - 保育所、地域消防団、区民との合同避難訓練（津波）。
- 2013年（平成25年）9月12日 - 正門周りフェンス工事完了。
- 2014年（平成26年）3月31日 - 隣接設置の鵜原保育所閉所。
- 2015年（平成27年）3月18日 - 平成27年度末にて閉校し平成28年度より勝浦市立上野小学校と統合することが決定。
- 2016年（平成28年）3月31日 - 上野小学校と統合され閉校。
- 2018年（平成30年）4月20日 - 株式会社パクチーと勝浦市の立地協定により、シェアキャンパス清海学園として開園。
- 2020年（令和2年）3月15日 - 新型コロナウイルスによる感染拡大を受け、卒業式が中止になった生徒・児童のためにロンドンブーツ1号2号の田村淳が当校の体育館にて「リモート（遠隔）卒業式」を開催。インターネットを通して、全国に配信した[1]。